# Meridiano 97 oeste
El meridiano 97 oeste de Greenwich es una línea de longitud que se extiende desde el Polo Norte atravesando el Océano Ártico, América del Norte, el Golfo de México, el Océano Pacífico, el Océano Antártico y la Antártida hasta el Polo Sur.
El meridiano 97 oeste forma un gran círculo con el meridiano 83 este.
Comenzando en el Polo Norte y dirigiéndose hacia el Polo Sur, el meridiano 97 oeste pasa a través de:
| Coordenadas                       | País, territorio o mar | Notas |
| --------------------------------- | ---------------------- | --- |
| 90°0′N 97°0′O / 90.000, -97.000   | Océano Ártico          | Pasa justo al oeste de Axel Heiberg Island, Nunavut, Canadá · Pasa justo al este de the Fay Islands, Nunavut, Canadá |
| 78°44′N 97°0′O / 78.733, -97.000  | Canadá                 | Nunavut - Amund Ringnes Island |
| 77°48′N 97°0′O / 77.800, -97.000  | Sin nombre             | |
| 76°58′N 97°0′O / 76.967, -97.000  | Canadá                 | Nunavut - Pioneer Island |
| 76°57′N 97°0′O / 76.950, -97.000  | Penny Strait           | Pasa justo al este de Spit Island, Nunavut, Canadá · Pasa justo al oeste de Devon Island, Nunavut, Canadá · Pasa justo al este de John Barrow Island, Nunavut, Canadá · Pasa justo al este de Hyde Parker Island, Nunavut, Canadá |
| 76°14′N 97°0′O / 76.233, -97.000  | Queens Channel         | Pasa justo al oeste de Des Voeux Island, Nunavut, Canadá · Pasa justo al oeste de Milne Island, Nunavut, Canadá |
| 75°30′N 97°0′O / 75.500, -97.000  | Canadá                 | Nunavut - Little Cornwallis Island |
| 75°27′N 97°0′O / 75.450, -97.000  | McDougall Sound        | Pasa justo al este de Truro Island, Nunavut, Canadá |
| 75°0′N 97°0′O / 75.000, -97.000   | Canal de Parry         | |
| 73°45′N 97°0′O / 73.750, -97.000  | Canadá                 | Nunavut - Isla del Príncipe de Gales (Nunavut) |
| 73°37′N 97°0′O / 73.617, -97.000  | Peel Sound             | |
| 73°16′N 97°0′O / 73.267, -97.000  | Canadá                 | Nunavut - Vivian Island y Prescott Island |
| 72°56′N 97°0′O / 72.933, -97.000  | Browne Bay             | Pasa justo al oeste de Pandora Island, Nunavut, Canadá |
| 72°44′N 97°0′O / 72.733, -97.000  | Young Bay              | |
| 72°38′N 97°0′O / 72.633, -97.000  | Canadá                 | Nunavut - Isla del Príncipe de Gales (Nunavut) y Hobday Island |
| 71°43′N 97°0′O / 71.717, -97.000  | Franklin Strait        | |
| 71°11′N 97°0′O / 71.183, -97.000  | Larsen Sound           | |
| 70°7′N 97°0′O / 70.117, -97.000   | James Ross Strait      | Pasa justo al este de the Clarence Islands, Nunavut, Canadá |
| 69°33′N 97°0′O / 69.550, -97.000  | Canadá                 | Nunavut - King William Island |
| 68°34′N 97°0′O / 68.567, -97.000  | Simpson Strait         | |
| 68°21′N 97°0′O / 68.350, -97.000  | Canadá                 | Nunavut Manitoba - pasando a través de Lake Winnipeg |
| 49°0′N 97°0′O / 49.000, -97.000   | Estados Unidos         | Minnesota Dakota del Norte Dakota del Sur Nebraska Kansas Oklahoma Texas - mainland and San José Island |
| 27°54′N 97°0′O / 27.900, -97.000  | Golfo de México        | |
| 20°30′N 97°0′O / 20.500, -97.000  | México                 | |
| 15°47′N 97°0′O / 15.783, -97.000  | Océano Pacífico        | |
| 60°0′S 97°0′O / -60.000, -97.000  | Océano Antártico       | |
| 71°45′S 97°0′O / -71.750, -97.000 | Antártida              | Territorio no reclamado |